# Резиденция Джексона Вонга
Резиденция Джексона Вонга (кит. 王澤生宅邸) — частный дом Джексона Вонга, расположенный в Чунхамкоке. Один из ярких примеров архитектуры брутализма в Гонконге.

## Архитектура
Проект был создан заказу архитектора и основателя архитектурного бюро Вонг и Оуянг Джексоном Вонгом.
Возведение здания началось в 1965 году. В качестве материала активно использовался бетон, что отражало влияние эстетики британского брутализма. Открытый бетон, широко используемый здесь, также появился в более позднем проекте — Гонконгская адвентистская больница. Структура всего здания представляет собой коробчатую конструкцию.
Проект резиденции был вдохновлён сооружениями Людвига Мис ван дер Роэ.